# Cetopsis umbrosa
Cetopsis umbrosa es una especie de pez de la familia Cetopsidae en el orden de los Siluriformes.

## Morfología
• Los machos pueden llegar alcanzar los 5,4 cm de longitud total.

## Hábitat
Es un pez de agua dulce y de clima tropical.

## Distribución geográfica
Se encuentran en Sudamérica: cuenca del río Orinoco.